# Squishy
Ein Squishy ist ein Spielzeug, das meist aus einem speziell formulierten weichen Polyurethanschaum besteht, der nach dem Zusammendrücken langsam in seine ursprüngliche Form zurückkehrt. Squishies werden in vielen verschiedenen Formen und Größen hergestellt, z. B. als Tiere, Früchte und Lebensmittel. Squishies sind bei Kindern und Jugendlichen, aber auch bei Erwachsenen beliebt, weil sie beim Zerdrücken eine taktile Stimulation hervorrufen, die psychischen Stress abbauen soll.

## Nutzung
Bei Squishy-Spielzeug handelt es sich um verschiedene Formen und Figuren, die aus einem weichen Schaumstoff bestehen. Sie werden oft ähnlich wie ein Stressball benutzt bzw. gequetscht.

## Kritik
Die Spielzeughändler Top-Toy und Toys “R” Us stoppten am 19. Juni 2018 den Verkauf von Squishies in ihren dänischen Filialen. Der Grund dafür war, dass die dänische Umweltbehörde wegen zu hoher Gehalte an gesundheitsschädlichen und allergieauslösenden Stoffen eine offizielle Warnung für diese Produkte herausgegeben hatte. Bei den beanstandeten Squishies handelte es sich um bunte Spiel- und Sammelfiguren aus schaumstoffartigem Kunststoff, die einen intensiven süßlichen Geruch ausströmten. Ein behördlich veranlasster Test hatte ergeben, dass alle zwölf untersuchten Squishy-Figuren gesundheitsgefährdende Chemikalien enthielten. Zu den nachgewiesenen Chemikalien gehörten Dimethylformamid, Styrol und Toluol, die als gesundheitsschädlich und allergieauslösend gelten. Dimethylformamid und Toluol können fortpflanzungsschädigend wirken, wobei Toluol auch Nerven-, Nieren- und Leberschäden sowie Reizungen und allergische Reaktionen hervorrufen kann. Auch der BUND rät dringend vom Kauf der Spielfiguren ab. Eltern sollten demnach jegliches Plastikspielzeug, das einen intensiveren Geruch verströmt, aus dem Kinderzimmer verbannen.  
Wegen toxischer Inhaltsstoffe rät auch die Stiftung Warentest in Berufung auf das dänische Forschungsergebnis nicht nur entschieden vom Squishy-Kauf ab, bereits gekaufte Squishies sollen darüber hinaus auch entsorgt werden.